# Jezzîne
Jezzîne (arabiska: جزين) är en distriktshuvudort i Libanon.   Den ligger i guvernementet Mohafazat Liban-Sud, i den sydvästra delen av landet, 40 kilometer söder om huvudstaden Beirut. Jezzîne ligger 945 meter över havet och antalet invånare är 25 000.
Terrängen runt Jezzîne är kuperad norrut, men söderut är den bergig. Runt Jezzîne är det ganska tätbefolkat, med 124 invånare per kvadratkilometer.. Närmaste större samhälle är Habboûch, 17,7 kilometer sydväst om Jezzîne. 
Trakten runt Jezzîne består till största delen av jordbruksmark.